# 乙 (お笑いコンビ)
乙（おつ）は、ワタナベエンターテインメント所属のお笑いコンビ。2014年7月頃より実質的にコンビでの活動を休止している。

## メンバー
島山 ノブヨシ（しまやま のぶよし、本名：島山 裕允〈読み同じ〉、1986年8月11日 - ）ツッコミ担当
神奈川県三浦市出身。デジタルハリウッド大学卒業。
身長は166cm、体重は60kg。血液型はB型。愛称は「ノブ」、「ノブヨシ」
特技はモノマネ（サザエさんシリーズ・ドラゴンボール・金八先生・韓国即興CMなど）、日常英会話（アメリカ留学7ヶ月）、映画制作（撮影から編集までできる）。
趣味はバスケットボール、キックボクシング、サッカー、映画鑑賞、漫画鑑賞（特にONE PIECE）、イラスト描き。
2015年7月 - RESORT@seazoo 広報大使ICHIBAN BOY
元くりおねの嘉数正とのものまね芸人ユニット「ノブとカカズ」として活動。
西田 ライヘイ（にしだ らいへい、本名：西田 磊平〈読み同じ〉、1980年3月4日 - ）ボケ担当
神奈川県三浦郡葉山町出身。元自衛官。
身長は185cm、体重は78kg。血液型はAB型。
愛称は「ライヘイ」、「ライさん」。
特技はサバイバル技術、料理、ロッククライミング。
趣味はプロレス観戦、野球観戦。
調理師免許と大型自動車免許を持っている。

## 概要
ワタナベコメディスクール10期生（2009年4月入学、2010年3月卒業）出身。
2010年夏にフジテレビのバラエティー番組『ニッポン インポッシブル』のオーディションに合格し、そのまま「ひたすら県境を歩いてみよう」という企画に挑戦。見事にゴールを果たした。
お笑いコンビとしてのネタ初披露は同企画参加中に訪れた山小屋で、観覧客は山小屋の主人とNTTドコモの工事関係者のみであった。
九州行きたい県グランプリ4に出演した際に肉離れを起こすも、そのままライブ会場へ行きネタを行った。

## 出演番組
- オンバト+（NHK総合）戦績0勝2敗 最高389KB
- ニッポン インポッシブル（フジテレビ系、2010年10月 - 2011年3月）
- しあわせの素（フジテレビ系、2011年6月1日）
- さすらう犬の種まき（東京MX、2011年10月5日）
- 九州行きたい県グランプリ4（FNS九州、2011年10月6日)
- 乙のおつかれナイト（レディオ湘南、土曜日23:00 - 24:00）
- 乙のおつかれPodcast